# San Miguel de Aguayo
San Miguel de Aguayo – gmina w Hiszpanii, w prowincji Kantabria, w Kantabrii, o powierzchni 35,99 km². W 2011 roku gmina liczyła 174 mieszkańców.